# James Remar
William James Remar (31 de desembre del 1953, Boston, Massachusetts, Estats Units) és un actor estatunidenc.
Al llarg de la seva carrera ha participat en gairebé una centena de projectes: principalment cinema i televisió. També ha realitzat diversos doblatges. Potser els seus papers més coneguts siguin els de Richard, el xicot de Samantha, a la sèrie de HBO, Sex and the City; Harry Morgan, el pare adoptiu de Dexter a la sèrie de Showtime del mateix nom; i Albert Ganz, personatge de la pel·lícula Límit: 48 hores.
Generalment i a causa del seu intimidatori aspecte físic, Remar ha interpretat sobretot villans. Destaquen les seves actuacions a The Warriors (1979), Límit: 48 hores (1982), The Cotton Club (1984) i The Phantom (1996).
Altres pel·lícules en què ha participat són: Drugstore Cowboy, Fear X, Boys on the Side, Hellraiser: Inferno, The Quest, Wedlock, Tales from the Darkside: The Movie, Blade: Trinity, 2 Fast 2 Furious, The Girl Next Door, Psycho, Blowback, Quiet Cool i Mortal Kombat: Annihilation.
Remar també compta amb una gran quantitat d'aparicions estel·lars en sèries com: Miami Vice, Hill Street Blues, Jericho, Third Watch, Justice League Unlimited, Battlestar Galactica i X-Files, entre d'altres.
Remar està casat i té dos fills. Actualment Remar treballa a la sèrie Dexter com a Harry Morgan, el pare d'en Dexter.

## Biografia
James Remar va néixer el 31 de desembre de 1953 a Boston, Massachusetts. És fill de S. Roy Remar, advocat, i d'Elizabeth Mary, oficial de salut. Els seus avis paterns eren immigrats Jueus Ashkénazes de Rússia (el nom de família era originàriament "Remarman"). La seva mare era anglesa, procedent de West Kirby. Creix a Newton, Massachusetts, va a la John Ward Elementary School, a continuació la Newton North High School.
El 1969, amb 15 anys, abandona l'escola per començar una gira amb un grup de rock. Torna tanmateix a la Newton North High School per obtenir el seva diploma de final d'estudi.
S'instal·la a continuació a Nova York, on estudia comèdia a la  Neighborhood Playhouse de Sanford Meisner i al taller de Stella Adler.
Debuta el 1978 en On the Yard de Raphael Silver, i aconsegueix el 1979 el paper d'Ajax a Els amos de la nit de Walter Hill que li suposa el seu primer gran èxit.
Actor regular al cinema com a la televisió, comença una carrera molt prometedora al començament dels anys 1980 interpretant personatges poc recomanable: el bandit fatxenda i obsessionat Ajax del film de culte Els amos de la nit de Walter Hill, l'assassí fugitiu Albert Ganz a Límit: 48 hores (igualment de Walter Hill) i el pistoler paranoic Dutch Schultz a The Cotton Club de Francis Ford Coppola. D'aquesta època una actuació curta però destacable d'un homosexual dubtós al film A la cacera de William Friedkin.
Aquest començament de carrera prometedor li permet ser escullit per James Cameron i de figurar al blockbuster Aliens, el retorn on encarna el caporal Dwayne Hicks. Però poc després del començament del rodatge, Cameron decideix posar fi al contracte de l'actor a causa del seu consum de drogues durant el rodatge. És llavors reemplaçat per l'altre actor presseleccionat pel paper: Michael Biehn, habitual dels films de Cameron. Tanmateix, queden algunes imatges de l'actor al film: com quan Hicks, vist d'esquena, s'apropa a la dona capturada pels Aliens.
A continuació, la seva carrera s'ha orientat cap a nombroses sèries B i directe per vídeo: Judge Dredd, Mortal Kombat: Destrucció final, Girl Next Door, 2 Fast 2 Furious, Blade: Trinity… Entretallades de vegades per alguns escassos films de millor factura: Drugstore Cowboy de Gus Van Sant, Croc-Blanc, Blink o Aparences de Robert Zemeckis.
Figura també al càsting del western de Quentin Tarantino, Django desencadenat, on té el luxe d'encarnar dos papers: Ace Speck, un dels dos germans esclavistes de l'escena d'introducció del film, i M. Butch, el guardaespatlles amb bigotí i taciturn del personatge interpretat per Leonardo DiCaprio.
En paral·lel, la seva carrera televisiva li és més favorable oferint-li alguns papers destacables en moltes sèries, com Sex and the City, North Shore: Hotel del Pacific, Private Practice… Però sobretot la seva actuació del pare fantasma, Harry Morgan en la sèrie de televisió Dexter, que acompanya contínuament el personnage principal Dexter Morgan que marca la seva carrera els anys 2000.

## Filmografia
- 1978: On the Yard: Larson
- 1979: Blond Poison
- 1979: Els amos de la nit (The Warriors): Ajax
- 1980: Windwalker: Windwalker de jove
- 1980: A la cacera (Cruising): Gregory
- 1980: The Long Riders: Sam Starr
- 1982: Partners: Edward K. Petersen
- 1982: Límit: 48 hores (48 Hrs.): Albert Ganz
- 1984: The Mystic Warrior (TV): Pesla
- 1984: The Cotton Club: Dutch Schultz
- 1986: Quiet Cool: Joe Dylanne
- 1986: The Clan of the Cave Bear: Creb
- 1986: La banda de la mà (Band of the Hand): Nestor
- 1987: Rent-a-Cop: Dancer
- 1989: Desperado: The Outlaw Wars (TV): John Sikes
- 1989: The Dream Team: Gianelli
- 1989: Zwei Frauen: Charly
- 1989: Drugstore Cowboy: Gentry
- 1990: Kojak: None So Blind (TV): Wolfgang Reiger
- 1990: Tales from the Darkside: The Movie: Preston (segment Lover's Vow)
- 1990: Fatal Charm (TV): Louis
- 1990: Night Visions (TV): Sergent Thomas Mackey
- 1991: Strangers: Bernard
- 1991: Session Man (TV): McQueen
- 1991: White Fang: Beauty-Smith
- 1991: Perillosament units (Wedlock) de Lewis Teague: Sam
- 1991: Brotherhood of the Gun (TV): Frank Weir
- 1992: Die Tigerin de Karin Howard: Andrei
- 1992: Indecency (TV): Mick Clarkson
- 1993: Distracció Fatal (Fatal Instinct) de Carl Reiner: Max Shady
- 1994: Confessions of a Hitman: Bruno Serrano
- 1994: Blink: Thomas Ridgely
- 1994: Un poeta entre reclutes (Renaissance Man) de Penny Marshall: capità Tom Murdoch
- 1994: Miracle on 34th Street: Jack Duff
- 1995: Terror Clinic: Benjamin Hendricks
- 1995: Boys on the Side: Alex
- 1995: Across the Moon: Rattlesnake Jim
- 1995: Jutge Dredd (Judge Dredd) de Danny Cannon: Block Warlord
- 1995: La llegenda de Wild Bill (Wild Bill): Donnie Lonigan
- 1996: Robo Warriors: Ray Gibson
- 1996: One Good Turn: Simon Jury
- 1996: A la recerca de la ciutat perduda (The Quest): Maxie Devine
- 1996: The Phantom: Quill
- 1996: Cutty Whitman (TV): Cutty Whitman
- 1997: Total Security (sèrie TV): Frank Cisco
- 1997: Mortal Kombat: Annihilation: Raiden
- 1998: Inferno (TV): Doctor Coleman West
- 1998: Psycho: agent de policia
- 1999: D.R.E.A.M. Team (TV): Shawn Murphy
- 1999: Born Bad: xèrif Larabee
- 1999: Rites of Passage: Frank Dabbo
- 2000: Double Frame
- 2000: Blowback: John Matthew Whitman / Schmidt
- 2000: What Lies Beneath: Warren Feur
- 2000: Guilty as Charged (TV): tinent coronel Strauss
- 2001: Guardian: inspector Carpenter
- 2001: Dying on the Edge: Jackie James
- 2001: Sex and the City (TV): Richard Wright
- 2001: X-Files (TV): Josef Kobold
- 2002: The Twilight Zone (TV): Alois Hitler
- 2003: Down with the Joneses: Vic
- 2003: Inside Job (Fear X): Peter
- 2003: Trahisons (Betrayal): Alex Tyler
- 2003: 2 Fast 2 Furious: Agent Markham
- 2003: Duplex: Chick
- 2004: The Girl Next Door: Hugo Posh
- 2004: Blade: Trinity: L'agent de l'FBI Ray Cumberland
- 2004: The Survivors Club (TV): Roan Griffin
- 2004: Ike: Countdown to D-Day (TV): general Omar Bradley
- 2004: Meltdown (TV): Coronel Boggs
- 2004: The Grid (fulletó TV): Hudson « Hud » Benoit
- 2004: North Shore (TV): Vincent Colville
- 2005: Battlestar Galactica (TV): Meier
- 2006-2013: Dexter (TV): Harry Morgan
- 2006: Jericho (TV): Jonah Prowse
- 2007: Sharpshooter: Dillon
- 2009: The Unborn: Gordon Beldon
- 2009: The Christmas Hope (TV): Mark Addison
- 2009: Criminal Minds (TV): Tom Benton
- 2010: The Vampire Diaries (TV): Giuseppe Salvatore
- 2010: Flashforward (TV): James Erskine
- 2010: Red: Gabriel Singer
- 2010: Private Practice (TV): Docto Gibson
- 2010: Gun: Inspector Rogers
- 2011: X-Men: First Class de Matthew Vaughn: general U.S.
- 2011: Vs de Jason Trost: Rickshaw
- 2011: Setup: William Long
- 2011: Hawaii 5-O (TV): Elliott Connor
- 2011: Arena: Agent McCarthy
- 2012: Django desencadenat (Django Unchained) de Quentin Tarantino: Ace Speck / Butch Pooch
- 2013: Horns d'Alexandre Aja: Derrick Perrish
- 2013: The Saint de Simon West (TV): Arnie Valecross
- 2014: Grey's Anatomy: James Evans
- 2014: State of Affairs: Syd Vaslo
- 2014: From Dusk till Dawn: The Series - temporada 1, episodi 9: el pare dels germans Gecko
- 2015: February d'Oz Perkins
- 2022: The Noel Diary Scott Turner